# Canal Nelson
El canal Nelson es un brazo de mar del océano Atlántico Sur de 3 kilómetros de ancho que separa las dos islas principales del grupo Candelaria: la isla Vindicación al oeste y la isla Candelaria al este en las islas Sandwich del Sur. Contiene el fondeadero Hércules y es navegable en su parte oriental. La Dirección de Sistemas de Información Geográfica de la provincia de Tierra del Fuego cita el canal en las coordenadas 57°04′38″S 26°44′11″O / -57.07722, -26.73639.

## Historia
Fue descubierto y cartografiado por primera vez por el capitán James Cook en 1775. Fue nuevamente cartografiado y nombrado en 1930 por el personal de Investigaciones Discovery en el buque RRS Discovery II, quien le dio el nombre de "Estrecho Nelson" en homenaje al teniente Andrew Laidlaw Nelson, Real Reserva de la Marina Británica, primer oficial y navegante del buque. El nombre se ha modificado para evitar la duplicación con el estrecho Nelson en las islas Shetland del Sur, Antártida. También fue cartografiado por la Armada Argentina.
Las islas nunca fueron habitadas ni ocupadas, y como el resto de las Sandwich del Sur son reclamadas por el Reino Unido que la hace parte del territorio británico de ultramar de las Islas Georgias del Sur y Sandwich del Sur, y por la República Argentina, que la hace parte del departamento Islas del Atlántico Sur dentro de la provincia de Tierra del Fuego, Antártida e Islas del Atlántico Sur.